# ウィリアム・クリスマス (ウォーターフォード・シティの庶民院議員)
ウィリアム・クリスマス（William Christmas、1799年ごろ – 1867年3月22日）は、イギリスの政治家。アイルランド保守党に属し、ウォーターフォード・シティ選挙区選出の庶民院議員を務めた。

## 略歴
トマス・クリスマス（Thomas Christmas）と妻キャサリン（Katharine、第8代準男爵サー・ウィリアム・オズボーンの娘）の長男として、1799年ごろに生まれた。クリスマス家はトマス・クリスマス（Thomas Christmas、1622年 – 1704年）が1666年にウォーターフォード県で領地を与えられた後、子孫代々同県のウィットフィールド・コート（Whitfield Court）に住んでいた。クリスマスは1862年5月時点でキルケニー県、ティペラリー県、ウェックスフォード県、リムリック県に4,000エーカー以上の領地を有し、その死後の1870年代には妻がウォーターフォード県で4,025エーカーの領地を所有したという記録が存在する。
1824年、ウォーターフォード県長官を務めた。このほか、ウォーターフォード県の副統監も務めた。
1832年イギリス総選挙でトーリー党（アイルランドでは1834年よりアイルランド保守党）の候補としてウォーターフォード・シティ選挙区から出馬、570票（得票数2位）で庶民院議員に当選したが、1835年イギリス総選挙では440票（得票数3位）しか得られずに落選した。1841年イギリス総選挙で再び出馬して、285票（得票数1位）で当選したが、選挙申立を経て1842年6月に落選を宣告された。1852年イギリス総選挙で三たび出馬して、355票（得票数3位）で落選した。
庶民院ではアイルランド王国とグレートブリテン王国の合同維持に賛成したが、一方で十分の一税改革や工場法など穏健な改革にも賛成した。また政治家ダニエル・オコンネルを強く批判しており、オコンネルから「もっとも暗く、無愛嬌なクリスマス」と評された。
1820年と1849年の間にウォーターフォード県でウィットフィールド・コートを再建した。
以降もウォーターフォードで保守党を支持する選挙活動を続けたが、1866年12月の補欠選挙で保守党候補の出馬表明に支持する声を挙げ、投票した後に投票所から出ると、ごろつきから暴行を受け、そのときの怪我がもとになり1867年3月にウォーターフォード県ウィットフィールド・コート（Whitfield Court）の自宅で死去した。妻オクタヴィア（Octavia、トマス・ウィンイェイツの娘）との間で子女がおらず、遺産は妻、ついでクリスマスの弟の息子にあたるウィリアム・オズボーン・クリスマス（William Osborne Christmas）が相続した。